# مطار إسماعيل مري
مطار اسماعيل مري (بالإنجليزية: Ismail Mire International Airport)‏ هو مطار يقع في مدينة بوهودلي في الصومال سمي بهذا الإسم تخليدا لاسم الأديب الراحل إسماعيل مري.

## خلفية تاريخية
بدأت أعمال إنشاء المطار في منتصف عام 2012 واكتمل بناؤه في عام 2014 ليبدأ في تسيير الرحلات مباشرة، وكانت أول طائرة هبطت في المطار هي طائرة سيسنا كارافان التي انطلقت من جيبوتي.

## مرجع
1. ↑  "Ismail Mire international airport-local departure- terminal 2 Buuhoodle". Somali Spot | Forum, News, Videos (بالإنجليزية الأمريكية). 7 Mar 2020. Archived from the original on 2023-07-18. Retrieved 2023-07-18.
2. ↑  "Ismail Mire International Airport, Togdheer: Location, Map, About & More". vymaps.com. مؤرشف من الأصل في 2023-07-18. اطلع عليه بتاريخ 2023-07-18.
3. ↑  "airportbuhodle.com". مؤرشف من الأصل في 2017-09-13. اطلع عليه بتاريخ 2017-09-28.